# 정호선 (1943년)
정호선(鄭鎬宣, 1943년 1월 29일 ~ )은 대한민국의 정치인이다. 제15대 국회의원을 지냈다. 본관은 하동, 호는 금농(金農)이다. 

## 생애
1968년 4월, DBS 동아방송에 아나운서로 입사하했다. 이듬해인 1969년 5월, TBC 동양방송의 아나운서로 이적했다. 1972년 5월, TBC 동양방송을 퇴사했다.
이후 경북대학교 교수로 재직하다가 제15대 국회의원 선거를 앞두고 새정치국민회의의 공천을 받아 나주시 선거구에 출마해 제15대 국회의원으로 당선되었다.
제3회 전국동시지방선거를 앞두고 무소속으로 광주광역시장 선거에 출마했지만 5.23%의 득표율로 낙선했다.

## 학력
- 1955년 나주금천국민학교
- 1958년 나주중학교
- 1961년 호남원예고등학교
- 1969년 인하대학교 전기공학과 학사
- 1975년 서울대학교 대학원 전자공학과 공학석사
- 1980년 프랑스 툴루즈 공과대학교 전자공학과 공학박사

## 기타 이력
- 경북대학교 교수(1981년~1996년)
- 새정치국민회의 상임위원(1996년)

## 역대 선거 결과
|  | 51.88% |

|  | 5.23% |

|  | 5.32% |